# Клавдій (мажордом)
Клавдій (д/н — 610/613) — мажордом франкського королівства Бургундія в 606—610/613 році.

## Життєпис
Походив з галло-римської знаті. Хроніст Фредегар високо оцінював його знання, описував Клавдія як людину вельми освічену й красномовну, абсолютно чесну і доброзичливу з усіма, проте той мав одну істотну ваду — надмірну обжерливість, що викликало значну огрядність. Вважається однією особою з канцлером (cancellarius regalis) Хільдеберта II, короля Австразії, якого близько 591 року дивним чином вилікували від гарячки в базиліці Святого Мартіна в Турі.
У 606 році призначається мажордомом Бургундії. Ймовірно, цьому призначенню сприяла Брунгільда, бабця короля Теодоріха II. На відміну від свого попередника Протадія, Клавдій намагався не сваритися зі знатними родами королівства. При ньому було повернуто із заслання колишнього в'єнського архієпископа Дезидерія. При цьому ті, хто був винен у вбивстві Протадія були під різними приводами вбити або покалічені.
Ймовірно, брав участь у війні проти Австразії, коли було переможено Теодеберта II, а його землі приєднано до Бургундії. Невідомо коли і з яких причин Клавдій втратив свою посаду. Вважається, що це сталося між 610 та 613 роками. Наступним мажордомом Бургундії був Варнахар II призначений на цю посаду в році 613.